# Duc de Veragua

Le titre de duc de Veragua est créé en 1537 par Charles Quint (Charles Ier d'Espagne) sur un territoire de l'ancien gouvernorat éponyme, pour l'amiral des Indes Luis Colón y Álvarez de Toledo, le petit-fils de Christophe Colomb. Depuis lors, le titre est maintenu au sein des descendants du premier duc. Le duc de Veragua fait partie des Grands d'Espagne.
Dès 1560, le duché de Veragua disparaît en tant que territoire pour être intégré à la nouvelle province du même nom, dépendant de la Real Audiencia de Panamá.

## Titulaires du duché de Varagua

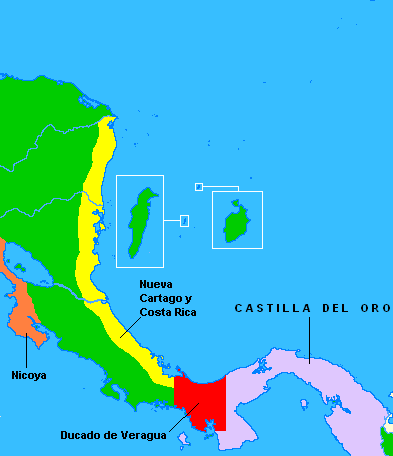
La région de l'isthme de Panama en 1540.

1. 1537-1572 : Luis Colón y Álvarez de Toledo
2. 1572-1577 : Felipa Colón de Toledo (en)
3. 1577-1583 : Cristóbal Colón de Cardona
4. 1583-1626 : Nuño Álvares Pereira Colón y Portugal
5. 1626-1636 : Álvaro Colón
6. 1636-1673 : Pedro Nuño Colón de Portugal
7. 1673-1710 : Pedro Manuel Colón de Portugal (en)
8. 1710-1733 : Pedro Manuel Nuño Colón de Portugal
9. 1733-1739 : Catalina Ventura Colón de Portugal
10. 1739-1785 : Jacobo Fitz-James Stuart
11. 1785-1787 : Carlos Fitz-James Stuart
12. 1787-1821 : Mariano Colón de Larreátegui y Ximénez de Embún
13. 1821-1866 : Pedro Colón y Ramirez de Baquedano
14. 1866-1910 : Cristóbal Colón de la Cerda (en)
15. 1910-1936 : Cristóbal Colón de Aguilera
16. 1936-1941 : Ramón Colón de Carvajal y Hurtado de Mendoza
17. 1941-1986 : Cristóbal Colón de Carvajal y Maroto (en)
18. 1986- : Cristóbal Colón de Carvajal y Gorosábel (en)